# Gaj, Slovenska Bistrica
Gaj je naselje v Občini Slovenska Bistrica.